# حملة دوديكانيسيا
حملة دوديكانيسيا (بالإنجليزية: Dodecanese Campaign )‏ هي جزء من الحرب العالمية الثانية وكانت محاولة من الحلفاء للسيطرة على جزر دوديكانيسيا في بحر ايجه بعد استسلام إيطاليا في سبتمبر 1943 واستخدامها كقواعد ضد ألمانيا النازية التي كانت تسيطر على البلقان وكانت حملة دوديكانيسيا التي استمرت من 8 سبتمبر 1943 إلى 22 نوفمبر 1943 تعد واحدة من آخر الانتصارات الكبيرة بالحرب العالمية الثانية لألمانيا النازية.

## وصلات خارجية
- وثائقى عن الحملة على اليوتيوب

https://youtu.be/hSlcXAwbA1o